# Лимфатические сосуды
Лимфати́ческие сосу́ды — сосуды, состоящие из слившихся лимфатических капилляров, по которым в организме происходит отток лимфы из тканей и органов в венозную систему (в крупные вены в нижних отделах шеи, а именно в так называемый венозный угол — парное образование, место слияния подключичной и общих яремных вен, проецирующееся на грудино-ключичный сустав); часть лимфатической системы.

## История исследования
Лимфатические сосуды человека были впервые исследованы и описаны Жаном Пеке в 1651 году. Более подробную характеристику лимфатических сосудов, в том числе описание их клапанов дал Улоф Рудбек старший в 1653 году. Название предложил Томас Бартолин (Thomas Bartholin) в 1653 году. В конце XVIII века и в XIX веке продолжалось исследование лимфатических сосудов. В XX веке стало возможным изучение строения лимфатической системы с помощью электронной микроскопии.

## Строение
Стенка лимфатического сосуда состоит из трёх слоев: наружного, представленного соединительнотканной оболочкой, среднего, состоящего из клеток гладкой мышечной ткани, и внутреннего, сложенного эндотелиоцитами.
У лимфатических сосудов есть клапаны, задача которых — обеспечивать ток лимфы от периферии к центру. Расстояние между клапанами может составлять 2-15 мм и зависит от диаметра сосуда.
В стенках крупных лимфатических сосудов есть нервные окончания и мелкие кровеносные сосуды.

## Местонахождение

### Особенности положения
Из мышц и внутренних органов лимфатические сосуды, называемые глубокими, чаще всего выходят вместе с кровеносными.
Поверхностные лимфатические сосуды находятся в непосредственной близости от подкожных вен (то есть лежат на поверхностной фасции данного органа, а глубокие — под ней).
Перед суставом лимфатические сосуды раздваиваются и соединяются снова после сустава.
Соединяясь друг с другом, лимфатические сосуды образуют сети.

### Органы, в которых нет лимфатических сосудов
Лимфатические сосуды пронизывают практически все ткани и органы. Исключения составляют плацента, оболочки глазного яблока, хрусталика, паренхима селезёнки, хрящи, эпителиальные покровы слизистых оболочек и кожный эпидермис.
В 2015 году учёные (профессор Jonathan Kipnis, PhD, UVA Department of Neuroscience, UVA’s Center for Brain Immunology and Glia) обнаружили, что в головном мозге есть лимфатическая система. Ранее считалось, что центральная нервная система не соединена с лимфатической.

## Дополнительные источники
- Сапин М. P.; Сатюкова Г. С. (физиол.), Зербино Д. Д., Тапинский Л. С. (патология). Лимфатические сосуды // Большая медицинская энциклопедия : в 30 т. / гл. ред. Б. В. Петровский. — 3-е изд. — М. : Советская энциклопедия, 1980. — Т. 13 : Ленин и здравоохранение — Мединал. — С. 132—137. — 552 с. : ил.